# The Rescue of Molly Finney
The Rescue of Molly Finney è un film del 1910, prodotto dalla Kalem Company e interpretato da Alice Joyce.

## Trama
Molly Finney viene rapita dagli indiani e venduta come schiava ai francesi del Quebec. Riesce, però, a scrivere un messaggio che viene raccolto dal capitano di marina McLelland. Questi andrà in suo aiuto, riuscendo a salvarla.

## Produzione
Il film fu prodotto dalla  Kalem Company nel 1910.

## Distribuzione
Distribuito dalla General Film Company, il film - un cortometraggio di una bobina - uscì nelle sale statunitensi il 9 dicembre 1910.